# Pakisarum
Pakisarum is een bestuurslaag in het regentschap Purworejo van de provincie Midden-Java, Indonesië. Pakisarum telt 3012 inwoners (volkstelling 2010).